# Jamyang Shakya Gyaltsen
Jamyang Shakya Gyaltsen (tibétain : འཇམ་དབྱངས་ཤ་ཀྱ་རྒྱལ་མཚན, Wylie : aJam dbyangs sha kya rgyal mts'an) est un régent de l'Ü-Tsang (Tibet central) de la dynastie Phagmodrupa de 1364 à 1373. Il est le  neveu du tai situ, Changchub Gyaltsen.
Il est remplacé par son neveu, Drakpa Changchub.